# جان دی موبری، سومین دوک نورفک
جان دی موبری، سومین دوک نورفک (انگلیسی: John de Mowbray, 3rd Duke of Norfolk؛ ۱۲ سپتامبر ۱۴۱۵ – ۶ نوامبر ۱۴۶۱ (aged 46)) همچنین به عنوان ارل مارشال یکی از تاثیرگذارترین افراد حاضر در جنگ رزها بود، او پسر جان دی موبری، دومین دوک نورفک و لیدی کاترین نویل بود، وی در سال ۱۴۳۲ به مقام دفتردار ارثی ارل مارشال پس از مرگ پدرش دست یافت، هنگامی که دوران مرگ پدرش را سپری می‌کرد تحت حفاظت و سرپرستی هامفری، دوک گلاستر قرار داده شد و در تاریخ ۱۴۳۶ در سفری به همراه گلاستر در جهت از بین بردن شورش کاله مشارکت داشت، از ۱۴۳۷ تا ۱۴۳۸ به مدت ۱ سال به عنوان سرپرست گروه نظارتی راه‌پیمایی نظامی شرق بود، در ۱۴۳۸ یکی از رهبران اعزامی در جهت تقویت و دفاع از کاله بود